# Apolodoto I

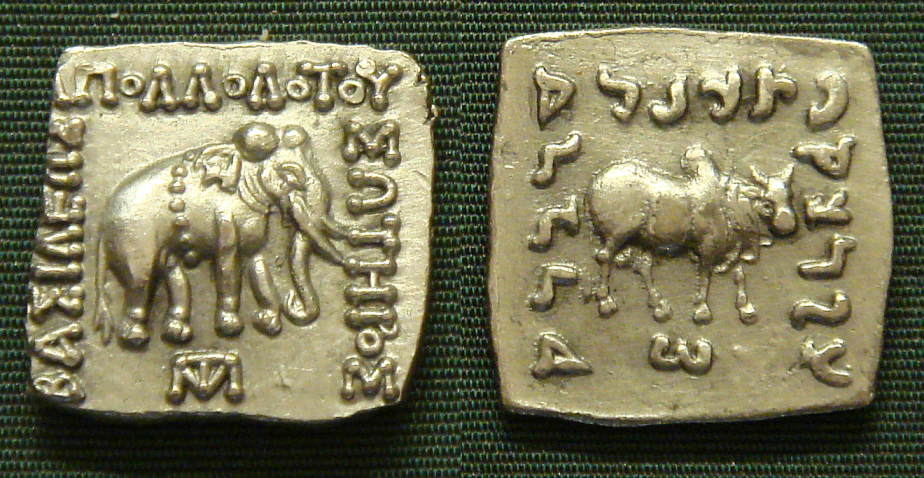
Moneda de Apolodoto I.

Apolodoto I (en griego antiguo: Ἀπολλόδοτος Α΄ ὁ Σωτήρ; Sánscrito:महरजस अपलदतस त्रतरस, "maharajasa apaladatasa tratarasa"), que reinó entre circa el 180 y el 160 a. C., y a quien los indios llamaban Apaladatasa, fue un soberano del Reino indogriego, del que se cree que extendió las anteriores conquistas de Demetrio I de Bactriana incorporando el Punyab Occidental, tomando asiento en Taksila y el área del Sindh y posiblemente la actual provincia de Guyarat (India). Apolodoto había sido uno de los generales de Demetrio I, el rey grecobactriano que invadió el noroeste de la India hacia el año 180 a. C. Probablemente era miembro de la casa real, y pudo haber sido, incluso, hermano de Demetrio. Sucedió al rey Pantaleón y a Agatocles, que había heredado de Demetrio sendos reinos fruto de la conquista; el primero, Aracosia y Gandhara; el segundo, Parapamisos. Por tanto, Apolodoto reunió todas estas provincias o satrapías.
Apolodoto fue sucedido en India por Antímaco II, o bien los dos reyes fueron contemporáneos. Antímaco II gobernó los territorios más occidentales próximos a Bactriana. Posteriormente, Apolodoto I fue sucedido por Menandro I, y ambos reyes son mencionados por Pompeyo Trogo como importantes gobernantes indogriegos.